# Rojîn Ülker
Rojîn Ülker (anhörenⓘ * Dezember 1980 in Adana), auch kurz als Rojîn bekannt, ist eine türkische Sängerin und Schauspielerin.

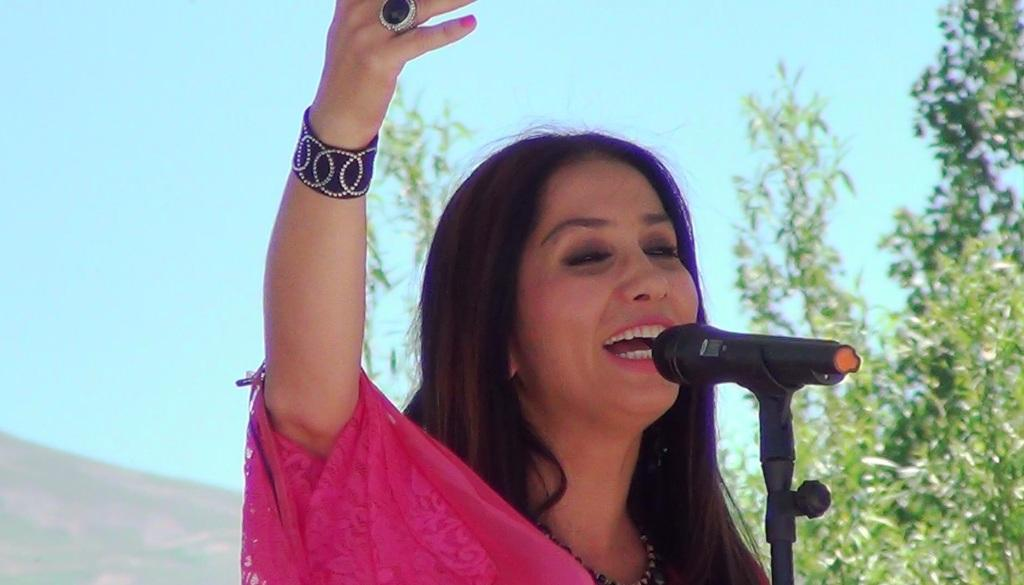
Rojîn (2013)

## Leben und Karriere
Ihre Mutter stammt aus Syrien, der Vater aus Mardin. Rojîn wuchs in Adana in ärmlichen Verhältnissen auf.
Rojîn besuchte die Grundschule und die Mittelstufe in Adana und ging danach auf das staatliche Konservatorium von Adana. Im Jahr 2000 wechselte sie auf das Konservatorium in Ankara. Seit 1998 war Rojîn Mitglied des Staatlichen Theaters. Sie spielte in mehreren Theaterstücken und Filmen mit. Die letzten drei Saisons von 2003 bis 2005 spielte sie am Staatlichen Theater Erzurum (Erzurum Devlet Tiyatrosu).
Ihr erstes Musikalbum fing sie 1996 an und beendete es volle vier Jahre später. Nach dem Erscheinen im Jahre 2000 wurde das Album so erfolgreich, dass Rojîn einen Vertrag mit Sony Music unterschrieb.
2003 erschien ihr zweites Album mit dem Namen Sî und 2005 ihr drittes Album Jan (Schmerz). Jan enthält viele kurdische und türkische Lieder. Rojîn wurde wegen eines Auftrittes auf einem Kulturfestival 2003 in Doğubeyazıt, wo sie auf kurdisch sang, wegen der Propaganda für die PKK angeklagt.
Im April 2005 bekam sie in der Kategorie Beste türkische Volksmusikerin den Altın Kelebek verliehen. Sie war damit die erste kurdische Sängerin, die damit ausgezeichnet worden ist.
Rojîn spielte 2007 zusammen mit dem kurdischen Sänger Ciwan Haco in dem Film Dol – Tal der Trommel von Regisseur Hiner Saleem mit. Als 2005 bekannt wurde, dass sie in diesem Film mitspielen würde, wurde ihr seitens des Staatlichen Theaters von Erzurum kein Urlaub gewährt. Darauf kündigte sie dort und gab an, dass man sie nicht in einem kurdischsprachigen Film mitspielen lassen wollte. Sie hatte vorher Urlaub zugesprochen bekommen, aber als bekannt wurde, dass der Film auf kurdisch gedreht werden sollte, wurde die Beurlaubung widerrufen.
Zusammen mit Nilüfer Akbal fing sie im Januar 2009 als Moderatorin bei dem ersten staatlichen kurdischsprachigen Sender der Türkei TRT 6 an. Sie beendete dort ihre Arbeit im April 2009.

## Diskografie

### Alben
- 2000: Ya Hep Ya Hiç (dt. Entweder ganz oder gar nicht)
- 2004: Jan / Sızı (dt. Schmerz)
- 2008: Deq / Dövme (dt. Tätowierung)
- 2011: Çu Çu / Gitti Gitti
- 2015: Ji Nû Ve / Again / Yeniden
- 2018: 2018

### EPs
- 2003: Sî (dt. Schatten)
- 2019: Bakkal Mahmudun Kızı

### Singles (Auswahl)
- 2004: İkimiz Bir Fidanız
- 2004: Kevokim
- 2004: Nare
- 2013: Dağlar (mit Hüsnü Arkan)
- 2016: Kuşların Vurulduğu Zaman

## Filmografie
- 2007: Dol – Tal der Trommel (Dol)
- 2009: Pazar – Der Markt (Pazar – Bir ticaret masali)

## Auszeichnungen
- 2005: Altın Kelebek Award in der Kategorie Beste türkische Volksmusikerin